# オーリー・ローレンス
オーリー・ローレンス（Ollie Lawrence、1999年9月18日 - ）は、プレミアシップバースに所属するラグビーユニオン選手。

## プロフィール
- イングランド・バーミンガム出身[1]。
- ポジションはセンター(CTB)、ウィング(WTB)。
- 身長 180cm、体重 101kg
- U20イングランド代表に選ばれたことがある[2]。
- イングランド代表キャップは7（2023年2月現在）でラグビーワールドカップ2023のイングランド代表に選ばれた[3]。

## 略歴
ウスター・ウォリアーズを経て、2022年、バースに加入。 